# Kalikst II Ksantopul
Kalikst II Ksantopul, gr. Κάλλιστος Β΄ Ξανθόπουλος, Kallistos II Ksanthopoulos (zm. 1397 w Konstantynopolu) – patriarcha Konstantynopola w 1397.

## Życiorys
Kalikst II Ksantopul został wybrany patriarchą 15 maja 1397 r., po śmierci Antoniego IV. Zmarł po trzech miesiącach pełnienia urzędu.